# Bryzgun wierzbowiec

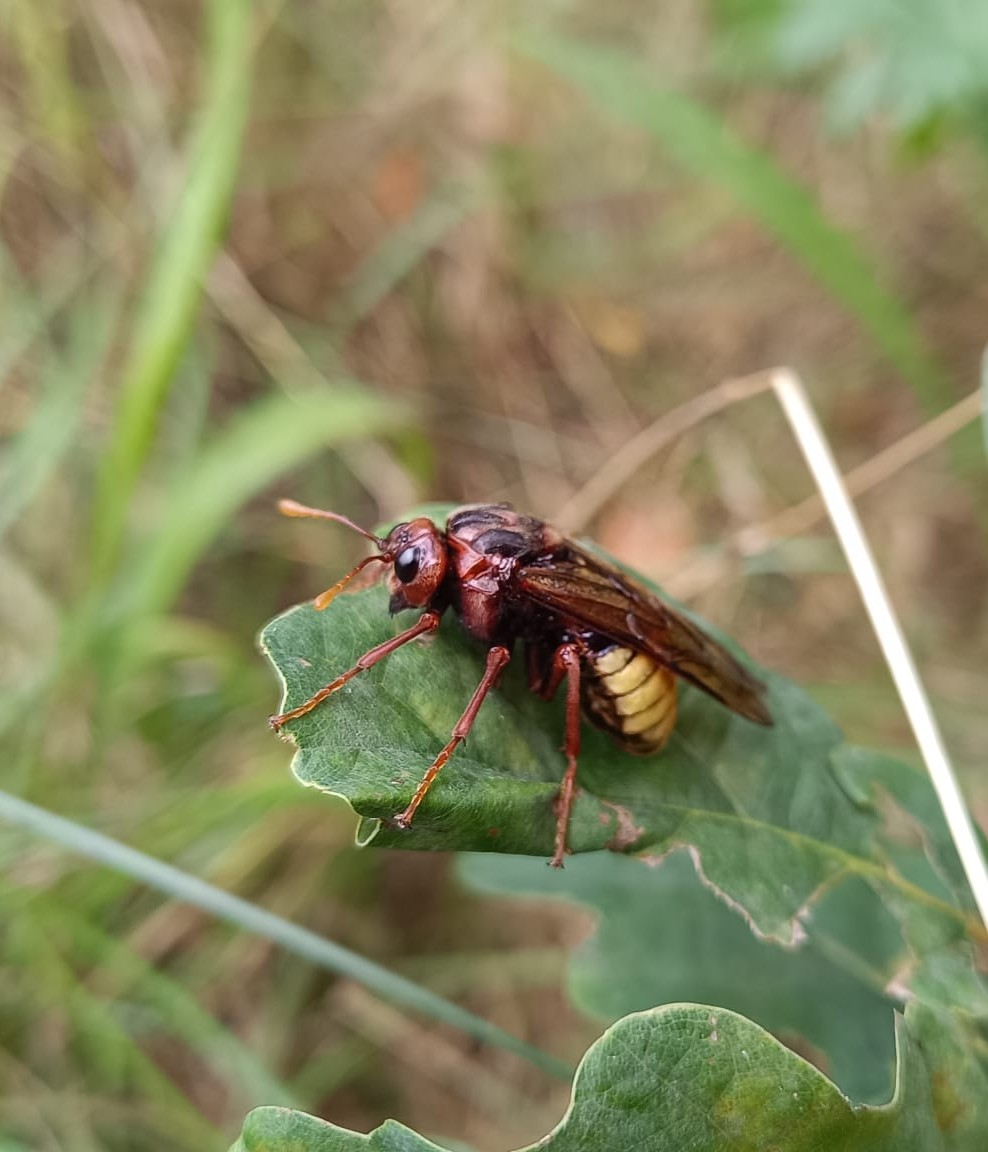
Postać dorosła- imago

Bryzgun wierzbowiec (Cimbex luteus) – gatunek błonkówki z rodziny bryzgunowatych.
Osobniki dorosłe osiągają od 16 do 25 mm długości ciała. Część głowy położona za oczami oraz tarczka są u nich matowe i grubo rzeźbione. Odwłok samic jest zwykle w całości żółtawy, natomiast samców może być od w całości matowo pomarańczowego do całkiem czarnego.
Larwy żerują na wierzbach i topolach.
Owad rozsiedlony od Półwyspu Iberyjskiego przez całą Europę i Syberię po Kamczatkę i Japonię.